# Puerto Ángel
Puerto Ángel is badplaats in de Mexicaanse deelstaat Oaxaca. Puerto Ángel heeft 2440 inwoners (census 2005) en is gelegen in de gemeente San Pedro Pochutla.
Puerto Ángel is een van de oudste strandbestemmingen van Mexico en trekt elk jaar zo'n 25.000 bezoekers.